# Maksymilian Sitek
Maksymilian Sitek, né le 4 décembre 2000 à Rzeszów en Pologne, est un footballeur polonais qui évolue au poste d'ailier droit au Stal Mielec.

## Biographie

### En club
Né à Rzeszów en Pologne, Maksymilian Sitek commence le football avec le club local du Stal Rzeszów, il passe par le club de Resovia avant de poursuivre sa formation au Legia Varsovie, qu'il rejoint à l'âge de 13 ans. Durant sa formation il côtoie plusieurs joueurs devenus professionnels comme Sebastian Walukiewicz, Mateusz Praszelik, Michał Karbownik, ou encore Sebastian Szymański. Il commence toutefois sa carrière au KS Siarka Tarnobrzeg, où il est prêté lors de la saison 2018-2019. Il joue son premier match en professionnel avec cette équipe, le 28 juillet 2018, contre le GKS Bełchatów. Il entre en jeu et son équipe s'incline par deux buts à zéro. 
Le 16 août 2020, Maksymilian Sitek rejoint le Podbeskidzie Bielsko-Biała, club avec lequel il signe un contrat de trois ans. Il découvre la première division polonaise avec ce club, jouant son premier match le 11 septembre 2020 contre le Jagiellonia Białystok. Il entre en jeu ce jour-là et les deux équipes se neutralisent (2-2 score final).
Le 10 juillet 2021, il est prêté au Stal Mielec pour une saison avec option d'achat. Ses prestations l'amène à être observé par plusieurs clubs étrangers comme le FC Copenhague ou l'AZ Alkmaar,.

### En sélection
Maksymilian Sitek joue son premier match avec l'équipe de Pologne espoirs le 16 novembre 2021 face à la Lettonie. Il entre en jeu à la place de Michał Skóraś lors de cette rencontre remportée largement par son équipe (5-0 score final).